# Przystanek

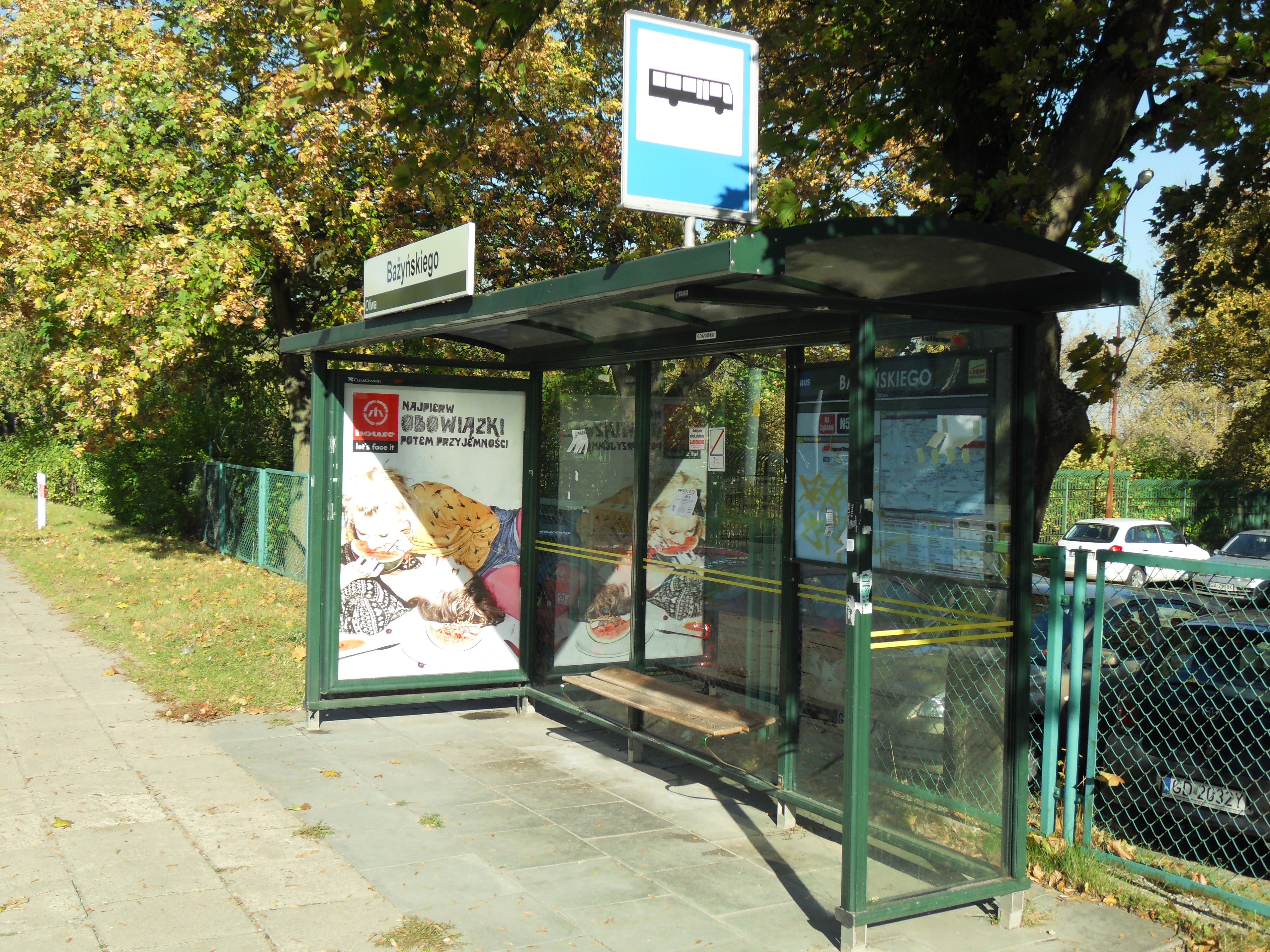
Przystanek autobusowy w Gdańsku przy ul. Wita Stwosza

Przystanek komunikacyjny – miejsce przeznaczone do wsiadania lub wysiadania pasażerów na danej linii komunikacyjnej, w którym umieszcza się informacje dotyczące w szczególności godzin odjazdów środków transportu.
Przystanek to w transporcie drogowym miejsce zatrzymywania się pojazdów transportu publicznego, oznaczone odpowiednimi znakami drogowymi, jest to również peron w transporcie kolejowym oraz przystań usytuowana na wodach śródlądowych.
W polskim systemie prawnym przystanki nie są obiektami budowlanymi, a miejscami wyznaczonymi przez organizację ruchu drogowego i oznakowanie (pionowe znaki informacyjne D-15, D-16, D-17 oraz ew. poziomy znak P-17). Pasem drogowym, w obrębie którego zlokalizowany jest przystanek, administrowany jest przez właściwego zarządcę drogi publicznej, a jeśli przystanek jest zlokalizowany na terenie prywatnym - przez właściciela terenu.
Zarządcy dróg publicznych są zobowiązani uwzględniać uchwały rad gmin w sprawie wstępnej lokalizacji przystanków i wyznaczać odpowiednią docelową lokalizację przystanków, a także nieodpłatnie udostępniać samorządowi terytorialnemu fragment pasa drogowego na budowę infrastruktury przystankowej. 
Samorządy określają sieć przystanków komunikacyjnych, a przewoźnicy drogowi mogą uwzględniać w rozkładach jazdy tylko przystanki uchwalone przez samorządy.
Samorządy są uprawnione do pobierania opłat za korzystanie z przystanków przy drogach publicznych, których maksymalne stawki określa ustawodawca.
W transporcie kolejowym pod pojęciem przystanku osobowego funkcjonuje miejsce wskazane w rozkładzie jazdy pociągów, w którym zaplanowane jest zatrzymanie pociągu, na ogół w celu wykonania konkretnych działań, takich jak np. umożliwienie pasażerom wsiadania do pociągu i wysiadania z niego.